# Georgiana Cavendish
Georgiana Cavendish, duquesa de Devonshire (Althorp, Northamptonshire, 7 de junio de 1757 - Londres, 30 de marzo de 1806), nacida Georgiana Spencer, fue la primera esposa de Guillermo Cavendish, V duque de Devonshire y madre de Guillermo Jorge Spencer Cavendish, VI duque de Devonshire. Fue un personaje sumamente controvertido: admirada por su belleza y gusto en el vestir, era sin embargo criticada por su interés en la política y porque padecía ludopatía. Entre sus descendientes se encuentran: el presente duque de Devonshire (vía su nieta), Diana, princesa de Gales (nacida Lady Diana Spencer) y Sarah, duquesa de York (vía su hija ilegítima Eliza Courtney).

## Primeros años

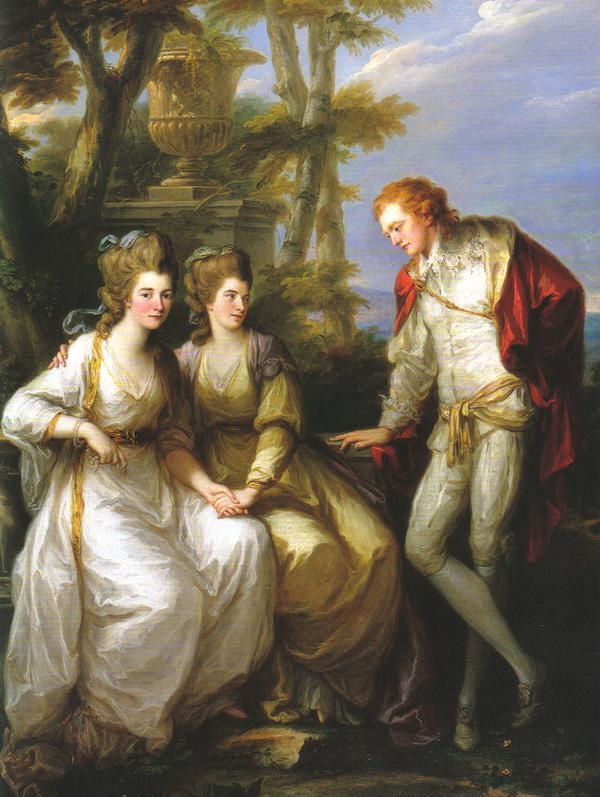
Lady Georgiana y sus hermanos, Lady Enriqueta y Jorge (Thomas Lawrence, c. 1780).

Lady Georgiana Spencer nació el 7 de junio de 1757, como la hija mayor del político John Spencer y Lady Georgiana Poyntz. Tenía dos hermanos menores, Enriqueta y Jorge. Georgiana era muy cercana a su madre y esta tenía preferencia por ella sobre sus otros hijos.

## Matrimonios e hijos
Georgiana contrajo matrimonio con Guillermo Cavendish, duque de Devonshire, el 6 de junio de 1774, un día antes de que cumpliera 17 años. La duquesa no logró quedar embarazada rápidamente, lo que se convirtió en un asunto aristocrático por la época en donde las esposas eran valoradas tanto por su fertilidad como por sus dotes e influencias. Tuvo muchos abortos involuntarios antes de finalmente dar a luz a dos hijas, y antes también de que el tan esperado heredero (y único varón) hubiese nacido.
Según la historiadora Amanda Foreman, debido a la creciente presión por no poder tener hijos, Georgiana empezó a adquirir ciertas adicciones y enfermedades. Hubo un tiempo en que se volvió anoréxica, bebía constantemente y tomaba píldoras para poder calmarse.
Fueron hijos del duque de Devonshire:
- Georgiana Cavendish, condesa de Carlisle (1783–1858), quien se casó con George Howard.
- Enriqueta Cavendish (1785–1862), quien se casó con Granville Leveson-Gower.
- Guillermo Jorge Spencer Cavendish, VI Duque de Devonshire, (1790–1858), falleció sin casarse.

Hijos con Charles Grey:
- Eliza Courtney (1792–1859)

Fue Georgiana quien le presentó al duque a su amante y posteriormente segunda esposa, Lady Elizabeth "Bess" Foster, la mejor amiga de Georgiana, quien toleró la relación simultánea del duque de Devonshire con ella y con la duquesa de Devonshire por muchos años. Georgiana, por su parte, también tuvo un amorío con Charles Grey, de quien tuvo una hija en 1792, Eliza Courtney.

## Vida política y social
Georgiana fue una reconocida belleza y socialité; se codeó con grandes figuras políticas y literarias de su época. También tuvo una gran actividad política en una era en la que el sufragio femenino estaba a siglos de ser legalizado. Tanto los Spencer como los Cavendish se inclinaron políticamente a favor de los whigs. Georgiana promovía el partido, particularmente para un primo lejano, Charles James Fox, en un tiempo en el que el rey Jorge III y sus ministros tenían más influencia directa sobre la Cámara de los Comunes, principalmente bajo su poder de patrocinio.
Durante la elección general de 1784, se rumoreó que la duquesa cambiaba besos por votos a favor de Fox y fue así satirizada por Thomas Rowlandson en su trabajo Los Devonshire, o el método más eficiente de obtener votos.
Un día, cuando estaba saliendo de su carroza, un basurero irlandés exclamó: «Amor y bendiciones, mi dama, déjame prender mi pipa con tus ojos», frase que a menudo recordaba cada vez que los demás le decían cumplidos. «Después del cumplido del basurero, los otros son insípidos».

## Moda y deuda

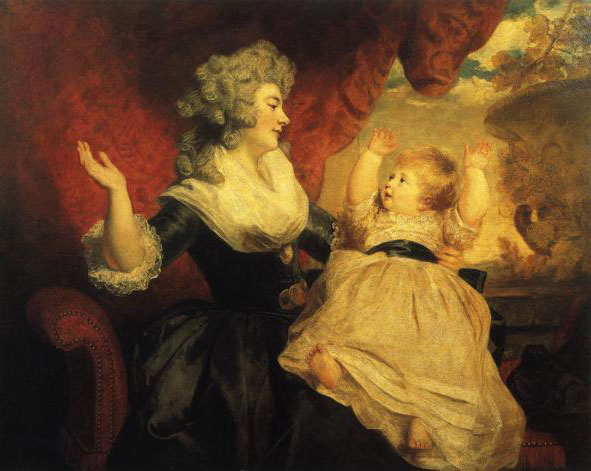
Georgiana, duquesa de Devonshire. (Joshua Reynolds, 1786)

Georgiana fue conocida no únicamente por su régimen marital, su belleza, su sentido del estilo y su influencia política, sino también por su interés por los juegos de azar. Se cree que murió con grandes deudas, a pesar de que tanto los Spencer como los Cavendish eran inmensamente ricos. Murió el 30 de marzo de 1806, a la edad de 48 años, a causa de lo que se cree fue un absceso en el hígado, y fue enterrada en la Iglesia de Todos los Santos de Derby, Inglaterra.
Durante sus años de vida social, Georgiana fue retratada por pintores como Thomas Gainsborough y Joshua Reynolds. El famoso retrato de Gainsborough en el que la duquesa aparece con un gran sombrero fue robado en Londres por Adam Worth, y luego en circunstancias poco claras fue devuelto a la galería de arte Agnew's por Allan Pinkerton (de la agencia norteamericana de detectives Pinkerton). Posteriormente, en 1994, este cuadro fue comprado por un descendiente de la duquesa, Andrew Cavendish, XI duque de Devonshire, para la colección familiar de Chatsworth House.
Georgiana decía tener una relación natural de amistad con la reina de Francia, María Antonieta; la similitud de sus vidas se ha hecho notar constantemente. Otra mujer muy conocida de la misma familia de Georgiana fue Diana Spencer, princesa de Gales, quien tiene parentesco con Georgiana gracias al hermano de ésta.

## Muerte
A la muerte de Georgiana, el duque contrajo matrimonio con Lady Elizabeth Foster, con quien tuvo dos hijos: un hijo y una hija. Cuando el duque falleció, su hijo de su primera esposa Georgiana, se convirtió en el VI duque de Devonshire, pero éste murió sin casarse. Fue sucedido por un primo hermano llamado William Cavendish, VII duque de Devonshire (1808-1891) quien era viudo de la sobrina del VI duque y nieta de Georgiana, Lady Blanche Howard.

## En películas
- The Divine Lady (1929), interpretada por Evelyn Hall.
- La duquesa (2008), interpretada por Keira Knightley y dirigida por Saul Dibb, se basó en la biografía escrita por Amanda Foreman: Georgiana, Duchess of Devonshire.